# Маријавил Лејк (Њујорк)
Маријавил Лејк (енгл. Mariaville Lake) насељено је место без административног статуса у америчкој савезној држави Њујорк.

## Демографија
По попису из 2010. године број становника је 722, што је 12 (1,7%) становника више него 2000. године.
| Група             | 2000.       | 2010.       |
| Белци             | 696 (98,0%) | 694 (96,1%) |
| Афроамериканци    | 1 (0,1%)    | 5 (0,7%)    |
| Азијати           | 3 (0,4%)    | 8 (1,1%)    |
| Хиспаноамериканци | 7 (1,0%)    | 10 (1,4%)   |
| Укупно            | 710         | 722         |